# Trombocitno-leukocitni međusloj
Trombocitno-leukocitni međusloj (engl. buffy coat) dio je antikoaguliranog uzorka krvi koji nakon centrifugiranja pune krvi sadrži većinu leukocita i trombocita.
Antikoagulirana se krv prilikom centrifugiranja razdvaja na sloj bistre žućkaste tekućine (krvna plazma), bjelkasti međusloj trombocita i leukocita te donji crveni sloj eritrocita.
Trombocitno-leukocitni međusloj čini <1 % ukupnog volumena krvi. Obično je bijele boje, ali u stanju neutrofilije može imati i zelenkastu nijansu jer neutrofili sadrže zeleni protein mijeloperoksidazu.
Međusloj se obično rabi za ekstrahiranje DNA jer su leukociti koncentriran izvor staničnih jezgri. Metoda se upotrebljava pri obradi krvi sisavaca jer njihovi eritrociti nemaju staničnu jezgru. Međusloj se smrznut može pohraniti na dugi niz godina.

## U medicinskoj dijagnostici
Kvantitativni trombocitno-leukocitni sloj jest test koji se temelji na centrifugiranju krvnih sastojaka i služi otkrivanju krvnih parazita.
U testu se puna krv upije u kapilarnu cjevčicu premazanu akridinoranžom (fluorescentnim bojilom) i centrifugira se. Ukoliko u krvi ima parazita, oboje se i koncentriraju u sloju između eritrocita i trombocitno-leukocitnog međusloja te se vide kao fluorescentni sloj kada se kapilarna cjevčica izloži ultraljubičastom zračenju.
Kod leukopenije uobičajena analiza izgleda leukocita može biti teška ili nemoguća. U takvim se slučajevima razmaz krvi radi iz ekstrahiranoga trombocitno-leukocitnog međusloja.